# Eugeniusz Popowicz
Eugeniusz Mirosław Popowicz (Człuchów, 12 oktober 1961) is een Pools geestelijke en benoemd aartsbisschop van de Oekraïense Grieks-katholieke aartseparchie Przemyśl-Warschau.
Op 14 oktober 1986 werd hij door de secretaris van de Congregatie voor de Oosterse Kerken aartsbisschop Miroslav Marusyn tot diaken gewijd. Drie dagen later ontving hij van dezelfde aartsbisschop de priesterwijding.
Op 4 november 2013 werd hij door paus Franciscus benoemd tot titulair bisschop van Horrea Coelia en als wijbisschop toegevoegd aan de aartseparchie Przemyśl-Warschau. Hij ontving zijn bisschopswijding op 21 december 2013 van de grootaartsbisschop Svjatoslav Sjevtsjoek. concelebranten bij deze wijding waren de toenmalige aartsbisschop van Przemyśl-Warschau Jan Martyniak en bisschop Włodzimierz Juszczak OSBM van Wrocław-Gdańsk.
Op 7 november 2015 werd Popowicz benoemd tot opvolger van Jan Martyniak als aartsbisschop van Przemyśl-Warschau.